# 卡斯特利亚诺斯德莫里斯科斯
卡斯特利亚诺斯德莫里斯科斯，是西班牙卡斯蒂利亚-莱昂萨拉曼卡省的一个市镇。 总面积14平方公里，总人口437人（2001年），人口密度31人/平方公里。